# Gigasiphon
Genre
Classification phylogénétique
Gigasiphon est un genre de plantes à fleurs dicotylédones de la famille des Fabaceae, sous-famille des Caesalpinioideae, originaire d'Afrique, de Madagascar et d'Asie du Sud-Est, qui comprend quatre espèces acceptées.

## Liste d'espèces
Selon The Plant List (7 décembre 2018) :
- Gigasiphon amplus (Span.) de Wit
- Gigasiphon gossweileri (Baker f.) Torre & Hillc.
- Gigasiphon humblotianum (Baill.) Drake
- Gigasiphon macrosiphon (Harms) Brenan